# سانتياغو غالو
سانتياغو غالو (بالإسبانية: Santiago Gallo)‏ هو سياسي أرجنتيني، ولد في 1851 في سان ميغيل دي توكومان في الأرجنتين، وتوفي في 1909.